# Disporum leucanthum
Disporum leucanthum là một loài thực vật có hoa trong họ Măng tây. Loài này được H.Hara mô tả khoa học đầu tiên năm 1972.